# Werner Lippoldt
Werner Lippoldt (n. 16 februarie 1944, Ostrava, Cehia) este un trăgător de tir ce a reprezentat Republica Democrată Germană, medaliat olimpic. A participat la o ediție a Jocurilor Olimpice (1972) în care a câștigat o medalie de bronz.